# Atropacarus macrosculpturatus
Atropacarus macrosculpturatus är en kvalsterart som först beskrevs av Sandór Mahunka och Luise Mahunka-Papp 1999.  Atropacarus macrosculpturatus ingår i släktet Atropacarus och familjen Phthiracaridae. Inga underarter finns listade.